# Shio koji
Lo shio koji è un insaporitore di origine giapponese a base di koji di riso. Si prepara facendo fermentare del koji in una salamoia forte per poi frullare il tutto. Alcuni preferiscono non frullare al termine del processo, ma solo separare la parte solida dal liquido.
Lo shio koji può essere utilizzato per salare, condire e marinare, ma anche per laccare in fase di grigliatura. Si tratta di uno dei pochi prodotti a base di koji che mantiene il profumo tipico del koji.

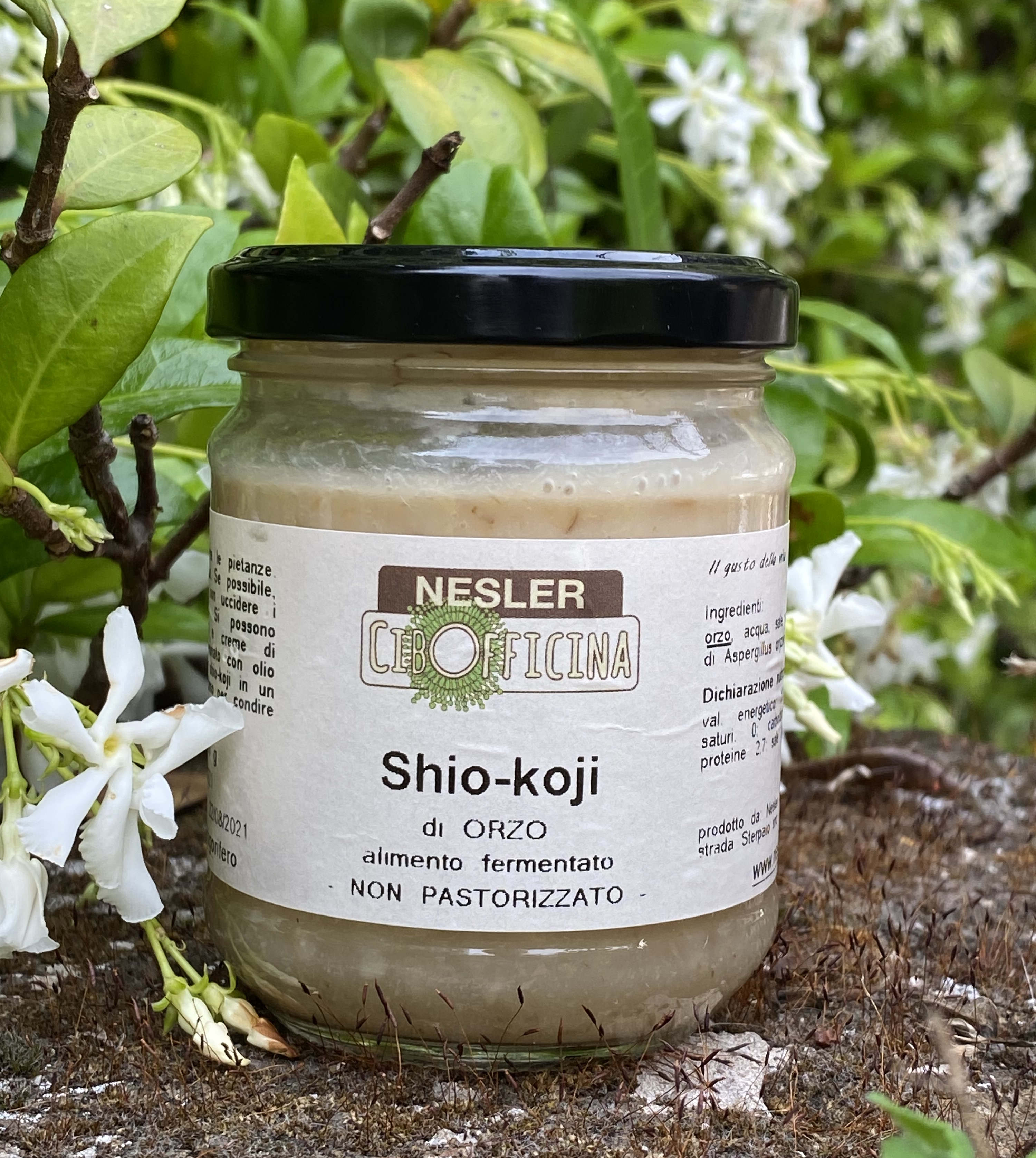
Shio koji italiano

In occidente lo stesso procedimento viene utilizzato per fermentare anche altri cereali, dando vita a prodotti con caratteristiche variegate.